# Giovanni Ducco
Giovanni Ducco (Pontevico, XV secolo – Brescia, 21 gennaio 1496) è stato un presbitero e vescovo cattolico italiano.

## Biografia
Proveniente dal ramo pontevichese dei Ducco, nobile famiglia bresciana, figlio di Giacomo e nipote di Pellegrino, nacque attorno al 1425. Si sa poco sulla sua giovinezza: dopo aver avviato il percorso scolastico a Brescia e si formò studiando diritto presso le Università di Padova e di Bologna.
Divenne sacerdote attorno al 1460. Due anni dopo, venne nominato secondo curato nella Collegiata di San Nazaro a Brescia, dove, grazie ai suoi meriti, nel 1464 ottenne la prepositura. Nello stesso periodo, soggiornò a Roma per la prima volta. Da quel momento in poi trascorse la maggior parte del tempo tra la capitale dello Stato della Chiesa e le spedizioni diplomatiche. Nel 1470, ottenne la prepositura anche a Gussago.
Grazie alla grande conoscenza del diritto canonico e alla bravura negli affari pubblici, a giugno 1477 divenne Referendario del Supremo Tribunale della Segnatura Apostolica, prima di essere inviato in missione in Germania da Sisto IV. Nella spedizione oltre le Alpi, riuscì vittoriosamente a reprimere i primi moti antiromani e a diffondere informazioni sulle riforme attuate da Sisto IV. Quest'ultimo compensò Giovanni con la bolla pontificia del 5 aprile 1479: oltre a vedersi confermate la prepositure di San Nazaro e Gussago, venne investito della pieve di Cividate Camuno e, soprattutto, ricevette la nomina a Vescovo di Corone, come successore del defunto Giovanni Giusti. Corone era una città della Morea allora parte dello Stato da Mar della Serenissima e perciò per la nomina serviva il gradimento del Consiglio dei Pregadi, che giunse 23 agosto. La consacrazione a Vescovo giunse il 5 settembre nella Basilica di Santa Maria in Via Lata di Roma per opera dell'arcivescovo di Patrasso, che aveva come suffraganea proprio la Diocesi di Corone, Simone Vosich, al cospetto di Ardicino della Porta (diocesano di Aleria) e di Giorgio Della Rovere (diocesano di Orvieto). Malgrado avesse pagato instantaneamente i 650 scudi per l'ingresso nella carica di Vescovo e le successive tasse dovute alla sua carica, non alloggiò mai in Morea, eleggendo un procuratore volto a svolgere le sue mansioni. Sempre nel 1479, venne investito dei titoli di protonotario apostolico e di pro-legato della Marca anconitana, fino alla nomina del Legato pontificio Raffaele Riario giunta l'anno seguente.
Il 3 gennaio 1482, deluso dall'incarico del Diocesano di Brescia Paolo Zane, avente Marco Negri come reggente causa la giovane età, il Comune di Brescia richiedere al Papa la nomina di Ducco a Legato apostolico di Brescia, con potere spirituale e temporale, trovando tuttavia il rifiuto del Pontefice. Negli anni seguenti, Innocenzo VIII ebbe l'intenzione di nominarlo cardinale, tuttavia la nomina non andò a buon fine a causa dei brutti rapporti che Ducco aveva con il Collegio cardinalizio, dovuti alle sue critiche verso il malcostume curiale contenute in De regiminie Ecclesiae.
Il 20 dicembre 1484 fu presente al concistoro indetto a Roma in onore della canonizzazione di Leopoldo III di Babenberg. Tra il 1486 e il 1487, ebbe una questione con il Comune di Brescia desiderante di ottenere il giuspatronato su una chiesa costruita sul punto in cui si trovava una casa dove si dicevano avvenuti miracoli connessi a un'immagine della Madonna.
Nel 1487 fu inviato nella Marca anconitana da Papa Innocenzo VIII come luogotenente del legato apostolico Jean Balue. Durante il suo incarico nelle Marche, venne affiancato da diversi procuratori: Gabriele de Zamaris, Pietro da Muttis, Antonio Melioris e Matteo da Pesaro. Il 5 ottobre 1487 comparve per la prima volta nei registri della Tesoreria provinciale dopo aver convertito una condanna in multa per falsa testimonianza.
Durante la luogotenenza del Ducco, nella Marca si susseguirono numerosi scontri tra le città e frequenti sommosse popolari contro il governo di Roma. Nell'autunno 1487, il luogotenente sovrintendette i lavori di fortificazione della Rocca Pontelliana, posta ad Osimo, dove la luogotenenza provinciale era stata appena spostata a causa della sommossa consumatasi nello stesso anno per mano di Boccolino Guzzoni. Tuttavia, gli scontri continuarono e tra il 22 e il 23 dicembre il luogotenente informò il Pontefice e i suoi superiori degli ultimi avvenimenti con delle lettere. Due giorni dopo, ordinò a un proprio ufficiale di spostare militari da Osimo a Jesi. Nel mese di gennaio 1488 le autorità pontifice riuscirono a sedare le sommosse, il 21 informò Roma circa la confisca dei beni catturati ai ribelli. Nel corso della primavera, proseguì il suo lavoro di cattura dei ribelli e di continuo invio di informazioni all'autorità centrale. Il 26 maggio, a seguito dei continui disordini consumatisi nella città, inviò a Offida un esercito guidato dal condottiero Giulio Vitelli.
Nel corso del 1488, a causa del rischio di una conquista delle Marche da parte dell'Impero Ottomano, il Pontefice ordinò al Ducco di fortificarne le coste. In giugno informò con diverse lettere i responsabili di Ancona, Senigallia, Fano, Sant'Elpidio a Mare e Osimo e il Vitelli della situazione, mentre fu nuovamente impegnato a sedare delle rivolte in Offida. In seguito, il 6 luglio avviò l'acquartieramento di uomini armati lungo le coste della Marca. Il 3 agosto avvertiì Ascoli Piceno, Roma, Ancona, Fano e Senigallia circa la partenza da Valona di due biremi ottomane. Informò Roma delle misure adottate per contrastare un possibile attacco turco verso le coste marchigiane con una lettera del 23 agosto. Il 15 ottobre, fece disporre un'armata a difesa del litorale tra Senigallia e la foce del Tronto, comandata da Marsilio Torelli. Sempre in ottobre, giunse ad Ancona dove applicò l'interdetto con il quale Innocenzo VIII l'aveva punita per essersi posta sotto la protezione del Re d'Ungheria Mattia Corvino, per salvaguardare il proprio commercio marittimo dalla crescente minaccia ottomana.
Nello stesso periodo in cui si apprestava a fortificare le coste marchigiane, riaffermò tramite un'aggiunta alle Costituzioni egidiane il divieto di lavoro nei giorni festivi riservato a tutti gli impiegati della Curia. Il 5 giugno venne investito del ruolo di commissario speciale della Camera Apostolica per risolvere una causa legata all'eredità di Giovanni di Francesco Battista da Tolentino. Il 31 maggio seguente ricevette il compito di liquidare i debiti di Pietro e Bernardino de Paolis. Il 7 gennaio 1490 effettuò una riforma amministrativa per Ripatransone, istituendo la magistratura dei Trenta regolatori, eletti dagli aristocratici locali, il cui compito sarebbe stato quello di affiancare il Consiglio degli anziani cittadino. Nel corso dell'anno, consacrò a Fabriano un altare consacrato a Santa Maria della Desolazione nella Chiesa di San Francesco.
Nel frattempo, infiammava lo scontro tra Ascoli e Offida che oramai perdurava da anni. Per provare a risolvere il problema, il Ducco impose a tutta la Provincia una tassa di un carlino a "fuoco" volta a coprire le spese al rinnovamento del Castello di Offida, portato avanti tra il 1490 e il 1491, e stabilì un presidio fisso di militari nella cittadina (1491). Nel marzo 1491 trasferì la Curia provinciale a Macerata: fu l'ultimo atto registrato della sua luogotenenza.
Tornò a Roma nell'agosto dello stesso anno, tornando a Brescia nel 1492. Nei suoi ultimi anni, si occupò principalmente dei lavori per il rinnovamento della Chiesa dei Santi Nazaro e Celso, fondandovi sei cappellanie mansionarie e introducendovi la dignità primiceriale. Si spense in città il 21 gennaio 1496, secondo un documento firmato dal suo amico Giovanni Battista Brageri del Grado. Il 12 aprile Papa Alessandro VI riconobbe il passaggio dei beni del Ducco ai suoi fratelli, ai suoi successori e al Brageri. Inoltre, venne consentito ai pretendenti di celebrare nei canonicati appartenuti al vescovo defunto.

## Opere
- De regimine Eccleasiae[3]